# SC Fenerbahçe
Sportclub Fenerbahçe was een Nederlandse voetbalclub uit Amsterdam. De club werd opgericht in 2004 door de Nederlandse fanclub van de Turkse topclub Fenerbahçe SK. De Amsterdamse club speelde zijn wedstrijden op zondag op Sportpark De Eendracht. De clubkleuren waren blauw met geel.
In 2010 werd de veldvoetbalafdeling opgeheven en bleef de club alleen nog bestaan als zaalvoetbalclub.

## Geschiedenis
Sportclub Fenerbahçe komt voort uit de Fenerbahçe Vereniging Nederland, de officiële Nederlandse fanclub van de Turkse topclub Fenerbahçe SK. Het eerste elftal kwam uit in de vijfde klasse van de KNVB.

## Samenwerking
sc Fenerbahçe is betrokken bij het scoutingsapparaat van de Turkse topclub. In 2006 werd er voor het eerst een talentendag georganiseerd. Tot het heden zijn er echter nog geen talenten goed genoeg bevonden voor de jeugdopleiding van het grote Fenerbahçe.
Ook werken de Amsterdamse club en de "Fenerbahçe Vereniging Nederland" samen met de club uit Istanboel op het gebied van advies, tolken, begeleiding van supporters en het helpen bij de kaartverkoop. Dit gebeurt wanneer Fenerbahçe een Nederlandse tegenstander treft.

## Competitieresultaten 2004–2009
| 4 6D |

| 1 6C |

| 5 5D |

| 10 5F |

| Vijfde klasse | Zesde klasse |

## Erelijst
| Competitie                                 | Winnaar | Winnaar | Runner up | Runner up |
| Competitie                                 | Aantal  | Jaren   | Aantal    | Jaren     |
| ------------------------------------------ | ------- | ------- | --------- | --------- |
| Koninklijke Nederlandse Voetbalbond (KNVB) |         |         |           |           |
| Zesde klasse                               | 1×      | 2007    |           |           |

## Lijst van hoofdtrainers
- 2004-2006 Achmed Ghazouani
- 2006-2007 Carlos Wiebers
- 2007-2008 Burcin Sontay